# Hayes Center (Nebraska)
Hayes Center es una villa ubicada en el condado de Hayes en el estado estadounidense de Nebraska. En el Censo de 2010 tenía una población de 214 habitantes y una densidad poblacional de 306,02 personas por km².

## Geografía
Hayes Center se encuentra ubicada en las coordenadas 40°30′40″N 101°1′13″O / 40.51111, -101.02028. Según la Oficina del Censo de los Estados Unidos, Hayes Center tiene una superficie total de 0.7 km², de la cual 0.7 km² corresponden a tierra firme y (0%) 0 km² es agua.

## Demografía
Según el censo de 2010, había 214 personas residiendo en Hayes Center. La densidad de población era de 306,02 hab./km². De los 214 habitantes, Hayes Center estaba compuesto por el 95.33% blancos, el 0% eran afroamericanos, el 0% eran amerindios, el 0.47% eran asiáticos, el 0% eran isleños del Pacífico, el 4.21% eran de otras razas y el 0% pertenecían a dos o más razas. Del total de la población el 9.35% eran hispanos o latinos de cualquier raza.